# Бурхард VII фон Кверфурт
Бурхард VII фон Кверфурт-„Розенбург“ (на немски: Burchard VII von Querfurt, „Rosenburg“; * ок. 1235; † сл. 12 ноември 1306) е през 1269/1270 г. бургграф на Магдебург в архиепископството Магдебург и господар на Кверфурт. Наричан е Розенбург.

## Биография
Той е син на Бурхард V фон Кверфурт († 1269/1270) и съпругата му Матилда.
Баща му през 1269 г. сключва договор за продажбата на бургграфството, но умира малко след това. През 1269/1270 г. Бурхард VII продава бургграфството на архиепископа на Магдебург Конрад II.
Бурхард VII умира след 12 ноември 1306 г. и е погребан в манастир Унзер Либен Фрауен в Магдебург.

## Фамилия
Първи брак: между 1250/1260 г. с принцеса Юдит Саксонска (* 1223; † пр. 2 февруари 1267), вдовица на крал Ерик IV от Дания (1216 – 1250), дъщеря на курфюрст Албрехт I от Саксония и съпругата му Агнес Австрийска, дъщеря на херцог Леополд VI Бабенберг. Те имат една дъщеря:
- София фон Кверфурт-Розенбург (* ок. 1260; † 1325), омъжена 1295 г. за Ерик (Ериксен) „Лангбайн“ (* 1272; † 1310), княз на Лангеланд (1295), син на херцог Ерих I фон Шлезвиг (1240 – 1272) и принцеса Маргарета фон Рюген (1247 – 1272).

Втори брак: преди 17 септември 1273 г. с Лукарда фон Дорщат († ок. 1290), дъщеря на Конрад фон Дорщат (1232 – 1269) и Гертруд фон Амерслебен († 1262).